# Біляков Олександр Павлович
Олександр Павлович Біляков (Бєляков) (нар. 1916, місто Кременчук, тепер Полтавської області — 22 червня 1969, місто Івано-Франківськ) — український радянський діяч, новатор виробництва, слюсар Івано-Франківського приладобудівного заводу Івано-Франківської області. Депутат Верховної Ради УРСР 7-го скликання (1967—1969).

## Біографія
Народився в родині робітника. У 1933 році закінчив школу фабрично-заводського навчання міста Кременчука.
Трудову діяльність розпочав у 1933 році електрозварником, а потім слюсарем на підприємствах міста Кременчука на Полтавщині.
З липня 1941 по 1946 рік — в Червоній армії, учасник німецько-радянської війни з 1943 року. Служив повітряним стрільцем 947-го штурмового авіаційного полку 289-ї штурмової авіаційної дивізії 7-го штурмового авіаційного корпусу 15-ї повітряної армії Південного, 4-го Українського, 3-го, 1-го та 2-го Прибалтійських фронтів.
У 1948—1969 роках — робітник, слюсар Станіславського ваго-механічного заводу; слюсар з перевірки газових лічильників Станіславського (Івано-Франківського) приладобудівного заводу Івано-Франківської області. Ударник комуністичної праці.
Брав активну участь в громадському житті міста Івано-Франківська. Обирався головою цехового комітету профспілки філіалу Івано-Франківського приладобудівного заводу «Автоматика».

## Звання
- молодший сержант
- сержант

## Нагороди
- орден «Знак Пошани»
- орден Червоної Зірки (6.05.1944)
- орден Вітчизняної війни ІІ ст. (8.03.1945)
- медаль «За відвагу» (29.08.1943)
- медалі